# Indus (constelación)
Indus o el Indio es una constelación austral que se supone representa un indígena americano, aunque no se tiene claro a qué tribu representa.

## Historia
Es una de las 20 constelaciones creadas por Pieter Dirkszoon Keyser y  Frederick de Houtman entre los años de 1595 y 1597, y su primera aparición  es en el libro Uranometria de Johann Bayer en 1603. Dado que fue creada en el siglo XVII y se sitúa en el sur, no fue conocida por las culturas clásicas, por lo que no tiene mitología relacionada.

## Características destacables

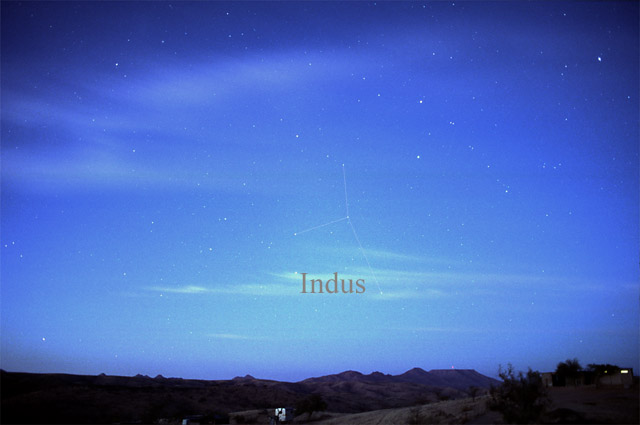
Constelación de Indus

En esta constelación, la estrella más brillante —α Indi— tiene solo magnitud 3,11. Es una gigante o subgigante naranja de tipo espectral K0III-IV. Su radio —calculado a partir de la medida de su diámetro angular— es 10 veces más grande que el radio solar y su luminosidad equivale a 59 veces la del Sol.
La segunda estrella más brillante de Indus es β Indi. Es una gigante luminosa de tipo K1II, 30 veces más luminosa que α Indi pero también seis veces más alejada que esta.
Sin embargo, ε Indi es probablemente el objeto de mayor interés. Es una cercana enana naranja de tipo K5V —una estrella más fría y menos luminosa que el Sol— asociada con un par de enanas marrones. Además, se ha descubierto un planeta extrasolar con una masa mínima igual a 3,25 veces la masa de Júpiter en órbita alrededor de la estrella principal.
Asimismo, ρ Indi es una estrella de tipo G1V que también posee un planeta gigante, cuya masa es 3,88 veces mayor que la de Júpiter.> ν Indi es también una enana amarilla, aunque significativamente más fría —su tipo espectral es G9V—, cuyo contenido en metales es muy bajo al ser una estrella antigua.
Entre las variables de la constelación, T Indi es una fría estrella de carbono con una temperatura efectiva de 2990 K y 11 000 veces más luminosa que el Sol.
Entre los objetos de cielo profundo se encuentra la galaxia lenticular NGC 7049. Distante 100 millones de años luz de nosotros, tiene una inusual aspecto debido a la presencia de un prominente anillo de polvo que se destaca contra la luz de las estrellas detrás de él.
En esta constelación se observó, el 14 de junio de 2015, la supernova superluminosa ASASSN-15lh. La explosión tuvo lugar en una galaxia distante, a 3800 millones de años luz, y ha sido el fenómeno de este tipo más potente jamás registrado, con una luminosidad máxima 570 000 millones de veces superior a la del Sol y veinte veces mayor que la de la Vía Láctea.

## Estrellas

### Estrellas principales
- α Indi, con magnitud 3,11 es la más brillante de la constelación; es una gigante naranja rica en metales.
- β Indi, gigante luminosa de magnitud 3,67.
- ε Indi, cercana enana naranja de magnitud 4,69 a 11,8 años luz. Forma un sistema con un par de enanas marrones. Se piensa que forma parte de una asociación estelar que lleva su nombre.
- η Indi, subgigante blanca de magnitud 4,52.
- θ Indi, estrella binaria de magnitud 4,40 cuyas componentes están separadas 6 segundos de arco.
- ν Indi, enana amarilla cuyo contenido en metales es notablemente bajo.
- ρ Indi, enana amarilla antigua de magnitud 6,04; posee un planeta extrasolar.

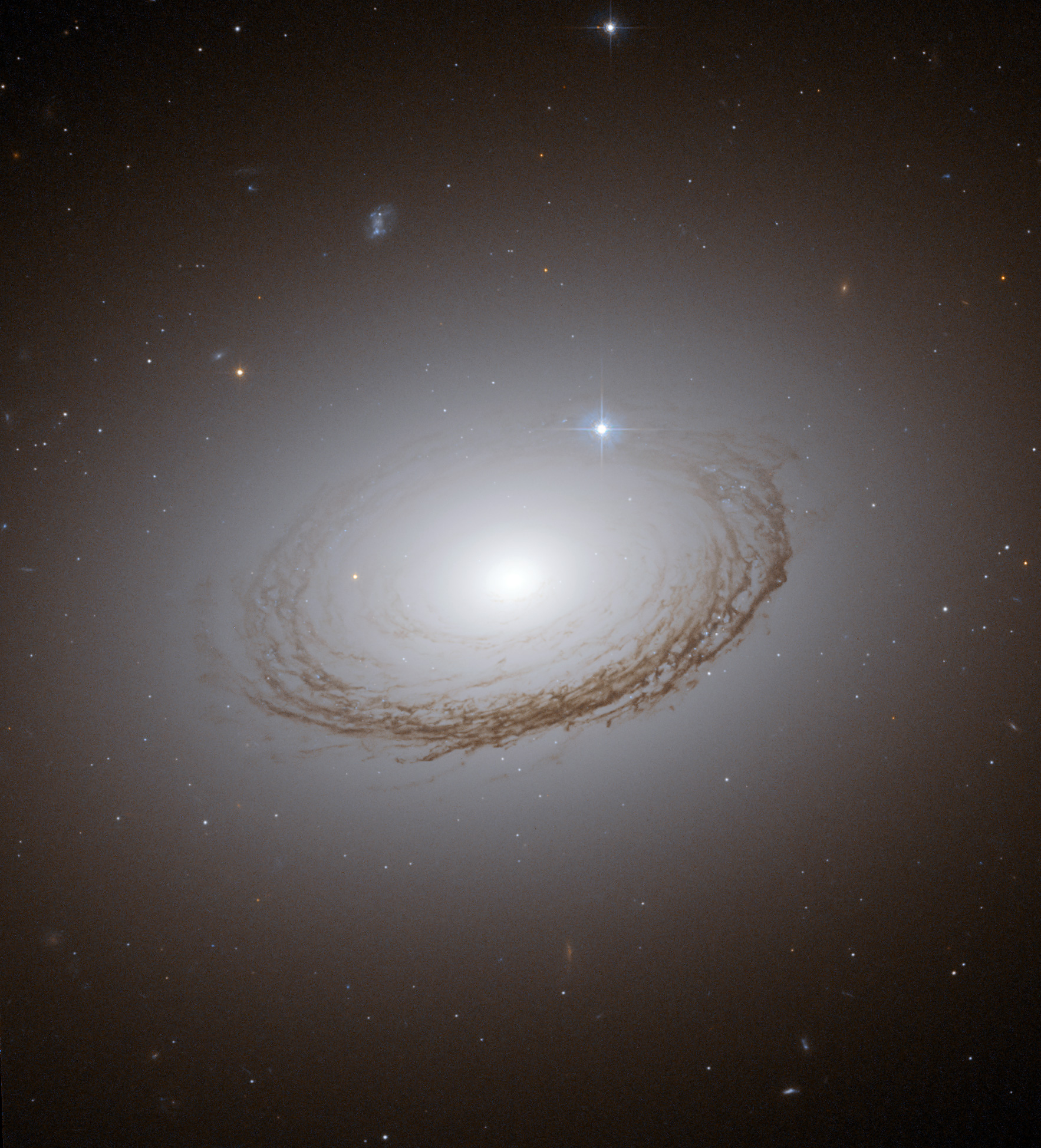
Imagen de NGC 7049 obtenida con el telescopio espacial Hubble

### Otras estrellas con designación Bayer
- γ Ind 6,10; δ Ind 4,40; ζ Ind 4,90; ι Ind 5,06; κ Ind 5,62 + 6,13; μ Ind 5,17; ο Ind 5,52; π Ind 6,17

### Otras estrellas
- T Indi, estrella de carbono y variable semirregular cuyo brillo varía entre magnitud 7,7 y 9,4.
- Gliese 842, enana roja a 39 años luz.

## Objetos de cielo profundo
- NGC 7049, galaxia elíptica lenticular.